# Turn- und Sportverein München von 1860 2018-2019
Questa voce raccoglie le informazioni riguardanti il Turn- und Sportverein München von 1860 nelle competizioni ufficiali della stagione 2018-2019.

## Stagione
Nella stagione 2018-2019 il Monaco 1860, allenato da Daniel Bierofka, concluse il campionato di 3. Liga al 12º posto. In Coppa di Germania il Monaco 1860 fu eliminato al primo turno dall'Holstein Kiel.

## Rosa
| N. |                     | Ruolo | Calciatore          |
| -- | ------------------- | ----- | ------------------- |
| 1  | Germania (bandiera) | P     | Marco Hiller        |
| 2  | Germania (bandiera) | D     | Eric Weeger         |
| 4  | Germania (bandiera) | D     | Felix Weber         |
| 5  | Germania (bandiera) | C     | Quirin Moll         |
| 6  | Germania (bandiera) | D     | Jan Mauersberger    |
| 7  | Germania (bandiera) | A     | Stefan Lex          |
| 9  | Germania (bandiera) | A     | Sascha Mölders      |
| 11 | Germania (bandiera) | D     | Christian Köppel    |
| 13 | Germania (bandiera) | A     | Prince Osei Owusu   |
| 14 | Germania (bandiera) | C     | Dennis Dressel      |
| 15 | Germania (bandiera) | D     | Severin Buchta      |
| 16 | Germania (bandiera) | A     | Benjamin Kindsvater |
| 17 | Germania (bandiera) | C     | Daniel Wein         |
| 18 | Germania (bandiera) | A     | Nico Karger         |
| 19 | Italia (bandiera)   | C     | Alessandro Abruscia |
| 20 | Turchia (bandiera)  | C     | Efkan Bekiroğlu     |

| N. |                     | Ruolo | Calciatore         |
| -- | ------------------- | ----- | ------------------ |
| 21 | Turchia (bandiera)  | C     | Ugur Türk          |
| 22 | Germania (bandiera) | C     | Aaron Berzel       |
| 24 | Germania (bandiera) | A     | Markus Ziereis     |
| 25 | Germania (bandiera) | D     | Marius Willsch     |
| 27 | Germania (bandiera) | D     | Semi Belkahia      |
| 28 | Germania (bandiera) | D     | Herbert Paul       |
| 30 | Germania (bandiera) | P     | Johann Hipper      |
| 31 | Germania (bandiera) | A     | Kodjovi Koussou    |
| 32 | Germania (bandiera) | D     | Simon Lorenz       |
| 34 | Germania (bandiera) | C     | Kristian Böhnlein  |
| 35 | Germania (bandiera) | A     | Noel Niemann       |
| 36 | Germania (bandiera) | D     | Phillipp Steinhart |
| 38 | Francia (bandiera)  | C     | Romuald Lacazette  |
| 39 | Germania (bandiera) | P     | Hendrik Bonmann    |
| 40 | Germania (bandiera) | P     | Tom Kretzschmar    |
| 44 | Russia (bandiera)   | D     | Leon Klassen       |

## Organigramma societario
Area tecnica
- Allenatore: Daniel Bierofka
- Allenatore in seconda: Oliver Beer, Franz Hübl
- Preparatore dei portieri: Harald Huber
- Preparatori atletici:

## Calciomercato

### Sessione estiva
| Acquisti | Acquisti            | Acquisti               | Acquisti |
| R.       | Nome                | da                     | Modalità |
| -------- | ------------------- | ---------------------- | -------- |
| C        | Romuald Lacazette   | Darmstadt              |          |
| D        | Simon Lorenz        | Bochum                 |          |
| C        | Alessandro Abruscia | Kickers Stoccarda      |          |
| C        | Efkan Bekiroğlu     | Augusta                |          |
| D        | Semi Belkahia       | Garching               |          |
| C        | Kristian Böhnlein   | Bayreuth               |          |
| A        | Adriano Grimaldi    | Preußen Münster        |          |
| A        | Stefan Lex          | Ingolstadt 04          |          |
| C        | Quirin Moll         | Eintracht Braunschweig |          |
| D        | Herbert Paul        | Schweinfurt 05         |          |
| D        | Marius Willsch      | Schweinfurt 05         |          |

| Cessioni | Cessioni         | Cessioni          | Cessioni |
| R.       | Nome             | a                 | Modalità |
| -------- | ---------------- | ----------------- | -------- |
| D        | Lukas Aigner     | Wacker Burghausen |          |
| A        | Mohamad Awata    | Al-Jazira         |          |
| A        | Felix Bachschmid | Wacker Burghausen |          |
| C        | Lucas Genkinger  | Garching          |          |
| A        | Tobias Steer     | SpVgg Landshut    |          |

### Sessione invernale
| Acquisti | Acquisti          | Acquisti          | Acquisti |
| R.       | Nome              | da                | Modalità |
| -------- | ----------------- | ----------------- | -------- |
| A        | Prince Osei Owusu | Arminia Bielefeld |          |

| Cessioni | Cessioni            | Cessioni     | Cessioni |
| R.       | Nome                | a            | Modalità |
| -------- | ------------------- | ------------ | -------- |
| A        | Nicholas Helmbrecht | Memmingen    |          |
| C        | Simon Seferings     | Garching     |          |
| A        | Adriano Grimaldi    | Uerdingen 05 |          |

## Risultati

### 3. Liga

#### Girone di andata
| Arbitro: | Osmers |

|               |           |  |
| Sternberg 86’ | Marcatori |  |

| Arbitro: | Dingert |

|                                                       |           |              |
| Lorenz 13’ Grimaldi 22’ Mölders 51’ Weber 65’ Lex 89’ | Marcatori | 81’ Karweina |

| Arbitro: | Ittrich |

|                                |           |                         |
| Farrona-Pulido 77’ Álvarez 90’ | Marcatori | 35’ Grimaldi 47’ Lorenz |

| Arbitro: | Zwayer |

|  |           |               |
|  | Marcatori | 90’ Ibrahimaj |

| Arbitro: | Bokop |

|           |           |                                            |
| Ristl 77’ | Marcatori | 19’ Karger 39’, 54’ Abruscia 85’ Bekiroğlu |

| Arbitro: | Schlager |

|                                |           |  |
| Graudenz 33’ (aut.) Karger 59’ | Marcatori |  |

| Arbitro: | Siebert |

|                       |           |                               |
| Königs 48’ Breier 50’ | Marcatori | 31’ Paul 75’ (rig.) Steinhart |

| Arbitro: | Petersen |

|          |           |                    |
| Paul 37’ | Marcatori | 56’, 62’ Shipnoski |

| Arbitro: | Kampka |

|              |           |              |
| Schimmer 90’ | Marcatori | 55’ Grimaldi |

| Arbitro: | Müller |

|              |           |                 |
| Grimaldi 64’ | Marcatori | 82’ Skarlatidis |

| Arbitro: | Rafalski |

|          |           |  |
| Amin 41’ | Marcatori |  |

| Arbitro: | Weickenmeier |

|                              |           |  |
| Bekiroğlu 51’ Kindsvater 90’ | Marcatori |  |

| Arbitro: | Börner |

|                 |           |                      |
| Mölders 7’, 82’ | Marcatori | 25’ Pelivan 69’ Baku |

| Münster 3 novembre 2018, ore 14:00 CET 14ª giornata | Preußen Münster | 0 – 0 referto | Monaco 1860 | Preußenstadion (12 532 spett.)\| Arbitro: \| Lechner \| |
| Arbitro:                                            | Lechner         |               |             |                                                         |

| Arbitro: | Zorn |

|                      |           |                 |
| Steinhart 66’ (rig.) | Marcatori | 41’ (rig.) Bahn |

| Arbitro: | Osmers |

|                              |           |                         |
| Fink 4’ Pourié 30’ Pisot 35’ | Marcatori | 29’ Lorenz 90’ Grimaldi |

| Arbitro: | Petersen |

|                              |           |  |
| Lex 16’ Steinhart 31’ (rig.) | Marcatori |  |

| Colonia 8 dicembre 2018, ore 14:00 CET 18ª giornata | Fortuna Colonia | 0 – 0 referto | Monaco 1860 | Südstadion (6 560 spett.)\| Arbitro: \| Bramlage \| |
| Arbitro:                                            | Bramlage        |               |             |                                                     |

| Arbitro: | Fritsch |

|            |           |                                     |
| Karger 63’ | Marcatori | 3’ Wolfram 74’, 81’ Günther-Schmidt |

#### Girone di ritorno
| Arbitro: | Thomsen |

|                        |           |            |
| Bekiroğlu 55’ Moll 85’ | Marcatori | 68’ Thiele |

| Arbitro: | Hussein |

|           |           |           |
| Chato 50’ | Marcatori | 6’ Karger |

| Arbitro: | Alt |

|             |           |               |
| Mölders 61’ | Marcatori | 7’, 80’ Girth |

| Arbitro: | Kempkes |

|               |           |           |
| Rodríguez 50’ | Marcatori | 54’ Weber |

| Arbitro: | Skorczyk |

|                    |           |                   |
| Wein 83’ Owusu 88’ | Marcatori | 48’ Schnellbacher |

| Arbitro: | Aarnink |

|             |           |                   |
| Geisler 90’ | Marcatori | 63’ Lex 86’ Owusu |

| Arbitro: | Reichel |

|             |           |                      |
| Mölders 72’ | Marcatori | 4’ Breier 42’ Soukou |

| Arbitro: | Gräfe |

|  |           |             |
|  | Marcatori | 85’ Mölders |

| Arbitro: | Günsch |

|            |           |  |
| Karger 45’ | Marcatori |  |

| Arbitro: | Lechner |

|                    |           |         |
| Ademi 20’ Elva 27’ | Marcatori | 31’ Lex |

| Arbitro: | Weickenmeier |

|                      |           |  |
| Steinhart 32’ (rig.) | Marcatori |  |

| Arbitro: | Müller |

|           |           |               |
| Düker 90’ | Marcatori | 68’ Steinhart |

| Arbitro: | Zorn |

|             |           |  |
| Brünker 88’ | Marcatori |  |

| Arbitro: | Winkmann |

|  |           |             |
|  | Marcatori | 30’ Dadaşov |

| Arbitro: | Storks |

|                                |           |  |
| Pagliuca 18’ Mai 59’ Ajani 65’ | Marcatori |  |

| Arbitro: | Steinhaus-Webb |

|  |           |                       |
|  | Marcatori | 3’ Pisot 90’ Wanitzek |

| Arbitro: | Hussein |

|                                                             |           |                      |
| König 2’ Wachsmuth 33’ (rig.) Frick 49’, 58’ Lauberbach 77’ | Marcatori | 10’ Wein 55’ Mölders |

| Arbitro: | Lossius |

|                                      |           |                             |
| Kindsvater 18’ Mölders 45’ Owusu 85’ | Marcatori | 24’ Bröker 27’ (rig.) Fritz |

| Arbitro: | Pfeifer |

|                                                 |           |  |
| Böhnlein 10’ (aut.) Kübler 17’ Wolfram 67’, 68’ | Marcatori |  |

### Coppa di Germania
| Arbitro: | Stegemann |

|           |           |                                |
| Karger 7’ | Marcatori | 74’, 83’ Mühling 87’ Schindler |

## Statistiche

### Statistiche di squadra
| Competizione      | Punti | In casa | In casa | In casa | In casa | In casa | In casa | In trasferta | In trasferta | In trasferta | In trasferta | In trasferta | In trasferta | Totale | Totale | Totale | Totale | Totale | Totale | DR |
| Competizione      | Punti | G       | V       | N       | P       | Gf      | Gs      | G            | V            | N            | P            | Gf           | Gs           | G      | V      | N      | P      | Gf     | Gs     | DR |
| ----------------- | ----- | ------- | ------- | ------- | ------- | ------- | ------- | ------------ | ------------ | ------------ | ------------ | ------------ | ------------ | ------ | ------ | ------ | ------ | ------ | ------ | -- |
| 3. Liga           | 47    | 19      | 9       | 3       | 7       | 28      | 22      | 19           | 3            | 8            | 8            | 20           | 30           | 38     | 12     | 11     | 15     | 48     | 52     | -4 |
| Coppa di Germania | -     | 1       | 0       | 0       | 1       | 1       | 3       | 0            | 0            | 0            | 0            | 0            | 0            | 1      | 0      | 0      | 1      | 1      | 3      | -2 |
| Totale            | 47    | 20      | 9       | 3       | 8       | 29      | 25      | 19           | 3            | 8            | 8            | 20           | 30           | 39     | 12     | 11     | 16     | 49     | 55     | -6 |

### Andamento in campionato
| Giornata  | 1  | 2 | 3  | 4  | 5 | 6 | 7 | 8 | 9 | 10 | 11 | 12 | 13 | 14 | 15 | 16 | 17 | 18 | 19 | 20 | 21 | 22 | 23 | 24 | 25 | 26 | 27 | 28 | 29 | 30 | 31 | 32 | 33 | 34 | 35 | 36 | 37 | 38 |
| --------- | -- | - | -- | -- | - | - | - | - | - | -- | -- | -- | -- | -- | -- | -- | -- | -- | -- | -- | -- | -- | -- | -- | -- | -- | -- | -- | -- | -- | -- | -- | -- | -- | -- | -- | -- | -- |
| Luogo     | T  | C | T  | C  | T | C | T | C | T | C  | T  | C  | C  | T  | C  | T  | C  | T  | C  | C  | T  | C  | T  | C  | T  | C  | T  | C  | T  | C  | T  | T  | C  | T  | C  | T  | C  | T  |
| Risultato | P  | V | N  | P  | V | V | N | P | N | N  | P  | V  | N  | N  | N  | P  | V  | N  | P  | V  | N  | P  | N  | V  | V  | P  | V  | V  | P  | V  | N  | P  | P  | P  | P  | P  | V  | P  |
| Posizione | 16 | 7 | 10 | 12 | 9 | 4 | 5 | 8 | 9 | 10 | 12 | 12 | 11 | 10 | 10 | 11 | 9  | 9  | 12 | 9  | 9  | 10 | 12 | 11 | 9  | 12 | 9  | 5  | 9  | 5  | 6  | 6  | 9  | 10 | 12 | 12 | 11 | 12 |

Legenda:

Luogo: C = Casa; T = Trasferta. Risultato: V = Vittoria; N = Pareggio; P = Sconfitta.

### Statistiche dei giocatori
| Giocatore       | 3. Liga  | 3. Liga | 3. Liga     | 3. Liga    | Coppa di Germania | Coppa di Germania | Coppa di Germania | Coppa di Germania | Totale   | Totale | Totale      | Totale     |
| Giocatore       | Presenze | Reti    | Ammonizioni | Espulsioni | Presenze          | Reti              | Ammonizioni       | Espulsioni        | Presenze | Reti   | Ammonizioni | Espulsioni |
| --------------- | -------- | ------- | ----------- | ---------- | ----------------- | ----------------- | ----------------- | ----------------- | -------- | ------ | ----------- | ---------- |
| A. Abruscia     | 13       | 2       | 0           | 0          | 0                 | 0                 | 0                 | 0                 | 13       | 2      | 0           | 0          |
| E. Bekiroğlu    | 29       | 3       | 3           | 0          | 0                 | 0                 | 0                 | 0                 | 29       | 3      | 3           | 0          |
| S. Belkahia     | 4        | 0       | 2           | 0          | 0                 | 0                 | 0                 | 0                 | 4        | 0      | 2           | 0          |
| A. Berzel       | 14       | 0       | 4           | 1          | 0                 | 0                 | 0                 | 0                 | 14       | 0      | 4           | 1          |
| H. Bonmann      | 6        | 0       | 0           | 0          | 0                 | 0                 | 0                 | 0                 | 6        | 0      | 0           | 0          |
| S. Buchta       | 0        | 0       | 0           | 0          | 0                 | 0                 | 0                 | 0                 | 0        | 0      | 0           | 0          |
| K. Böhnlein     | 3        | 0       | 2           | 0          | 1                 | 0                 | 0                 | 0                 | 4        | 0      | 2           | 0          |
| D. Dressel      | 3        | 0       | 0           | 0          | 0                 | 0                 | 0                 | 0                 | 3        | 0      | 0           | 0          |
| A. Grimaldi     | 19       | 5       | 5           | 0          | 1                 | 0                 | 0                 | 0                 | 20       | 5      | 5           | 0          |
| M. Hiller       | 33       | 0       | 1           | 0          | 1                 | 0                 | 0                 | 0                 | 34       | 0      | 1           | 0          |
| J. Hipper       | 0        | 0       | 0           | 0          | 0                 | 0                 | 0                 | 0                 | 0        | 0      | 0           | 0          |
| N. Karger       | 31       | 5       | 2           | 0          | 1                 | 1                 | 0                 | 0                 | 32       | 6      | 2           | 0          |
| B. Kindsvater   | 22       | 2       | 3           | 0          | 1                 | 0                 | 0                 | 0                 | 23       | 2      | 3           | 0          |
| L. Klassen      | 0        | 0       | 0           | 0          | 0                 | 0                 | 0                 | 0                 | 0        | 0      | 0           | 0          |
| K. Koussou      | 8        | 0       | 1           | 0          | 0                 | 0                 | 0                 | 0                 | 8        | 0      | 1           | 0          |
| T. Kretzschmar  | 0        | 0       | 0           | 0          | 0                 | 0                 | 0                 | 0                 | 0        | 0      | 0           | 0          |
| C. Köppel       | 4        | 0       | 1           | 0          | 0                 | 0                 | 0                 | 0                 | 4        | 0      | 1           | 0          |
| R. Lacazette    | 11       | 0       | 3           | 0          | 0                 | 0                 | 0                 | 0                 | 11       | 0      | 3           | 0          |
| S. Lex          | 33       | 4       | 2           | 0          | 0                 | 0                 | 0                 | 0                 | 33       | 4      | 2           | 0          |
| S. Lorenz       | 37       | 3       | 4           | 0          | 1                 | 0                 | 0                 | 0                 | 38       | 3      | 4           | 0          |
| J. Mauersberger | 12       | 0       | 0           | 0          | 0                 | 0                 | 0                 | 0                 | 12       | 0      | 0           | 0          |
| Q. Moll         | 21       | 1       | 4           | 0          | 1                 | 0                 | 0                 | 0                 | 22       | 1      | 4           | 0          |
| S. Mölders      | 34       | 8       | 7           | 0          | 1                 | 0                 | 0                 | 0                 | 35       | 8      | 7           | 0          |
| N. Niemann      | 0        | 0       | 0           | 0          | 0                 | 0                 | 0                 | 0                 | 0        | 0      | 0           | 0          |
| P. Owusu        | 16       | 3       | 5           | 0          | 0                 | 0                 | 0                 | 0                 | 16       | 3      | 5           | 0          |
| H. Paul         | 32       | 2       | 3           | 3          | 1                 | 0                 | 0                 | 0                 | 33       | 2      | 3           | 3          |
| S. Seferings    | 0        | 0       | 0           | 0          | 0                 | 0                 | 0                 | 0                 | 0        | 0      | 0           | 0          |
| P. Steinhart    | 36       | 5       | 5           | 0          | 1                 | 0                 | 0                 | 0                 | 37       | 5      | 5           | 0          |
| U. Türk         | 0        | 0       | 0           | 0          | 0                 | 0                 | 0                 | 0                 | 0        | 0      | 0           | 0          |
| F. Weber        | 32       | 2       | 5           | 1          | 1                 | 0                 | 0                 | 0                 | 33       | 2      | 5           | 1          |
| E. Weeger       | 11       | 0       | 2           | 0          | 0                 | 0                 | 0                 | 0                 | 11       | 0      | 2           | 0          |
| D. Wein         | 36       | 2       | 8           | 0          | 1                 | 0                 | 0                 | 0                 | 37       | 2      | 8           | 0          |
| M. Willsch      | 19       | 0       | 4           | 0          | 1                 | 0                 | 0                 | 0                 | 20       | 0      | 4           | 0          |
| M. Ziereis      | 10       | 0       | 1           | 0          | 1                 | 0                 | 0                 | 0                 | 11       | 0      | 1           | 0          |